# Impatiens charisma
Impatiens charisma är en balsaminväxtart som beskrevs av Piyakaset Suksathan och Keerat. Impatiens charisma ingår i släktet balsaminer, och familjen balsaminväxter. Inga underarter finns listade i Catalogue of Life.